# Pastilla electromagnètica

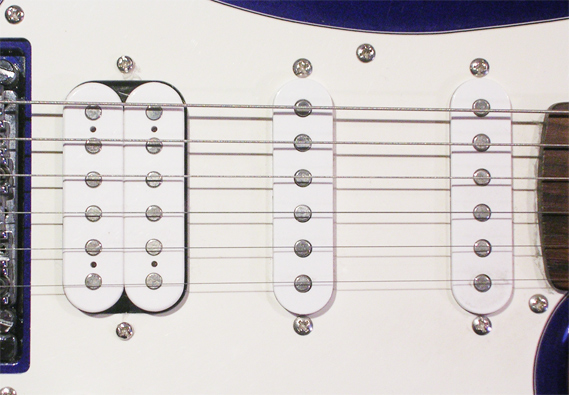
Tres pastilles magnètiques en una guitarra elèctrica.

La pastilla (o  pickup  en la seva traducció anglesa), és un transductor que capta, per inducció electromagnètica, les vibracions de les cordes metàl·liques als instruments musicals elèctrics. S'utilitza en instruments de corda com per exemple guitarra elèctrica, baix elèctric i guitarra hawaiana.

## Bobines electromagnètiques
Estan formades per un imant permanent envoltat per un bobinatge de fil de coure. Quan un cos metàl·lic ferromagnètic es mou dins del camp magnètic de l'imant permanent es genera un corrent induït en el bobinatge proporcional a l'amplitud del moviment i de freqüència igual a la de l'oscil·lació del cos. Aquest corrent és molt feble per la qual cosa el cablejat de l'interior de l'instrument així com el cablejat fins a l'amplificació ha d'estar molt ben blindat per evitar sorolls paràsits.

### Sortida
El voltatge de sortida de les pastilles varia entre 100 mV rms fins a 1 V rms en alguns models.
Algunes pastilles d'alta senyal aconsegueixen un nivell de sortida tan alt utilitzant imants molt potents, que produeixen més flux magnètic i, per tant, una sortida més gran. Això pot ser perjudicial per a la qualitat del so perquè els imants tendeixen a atreure les cordes, la qual cosa fa que la seva amplitud decreixi massa ràpid (el so s'apagui aviat). Altres pastilles d'alta senyal tenen una bobina amb més espires. Tanmateix, això augmenta la impedància de sortida, la qual cosa pot afectar les freqüències altes si la pastilla no s'aïlla amb un  amplificador-seguidor  (buffer). També cal destacar un tipus de pastilles anomenades actives, les quals van alimentades amb una bateria de 9volts, i que produeixen un nivell de sortida més alt que es tradueix en un so més brillant i un sustain més llarg quan actua una distorsió.

### So
Les diferents espires de la bobina estan molt juntes, i això fa actuïn com un condensador en paral·lel amb la bobina, que produeix una resposta en freqüència característica de cada pastilla arribant a ressonar a certes freqüències. Com més espires tingui la bobina, més voltatge de sortida oferirà, però amb major impedància i menor freqüència de ressonància. Són pastilles amb una linealitat inferior a un altre tipus de captadors, com els piezoelèctrics i els òptics. De tota manera, des d'un punt de vista artístic, aquesta no-linealitat pot ser positiva.
La càrrega generalment consisteix en una resistència (els potenciòmetres de volum i to, juntament amb la resistència fins a terra, del cable i l'amplificador), i condensadors (els condensadors del control de to i la capacitat que apareix entre el senyal i la maia del cable). El sistema complet forma un filtre passa-baix de segon ordre. Si es té en compte les diferents capacitats i resistències, es produeix una resposta en freqüència diferent.

### Humbucker

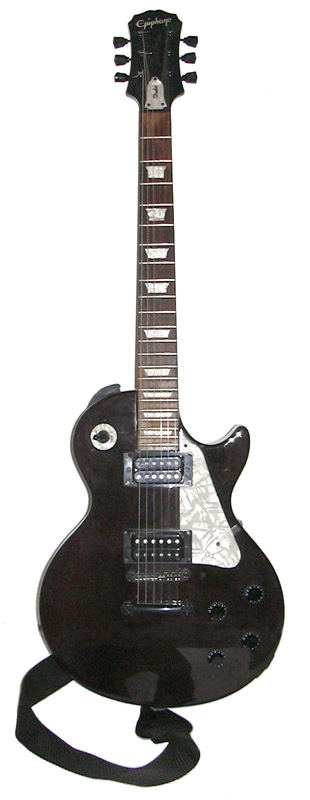
Guitarra elèctrica Epiphone amb dues pastilles humbucker

Un problema de les pastilles electromagnètiques és que capten les interferències de 50 o 60 Hz de la distribució elèctrica i els seus harmònics. Per prevenir aquest efecte, la companyia nord-americana Gibson va dissenyar el 1955 un model de pastilla que consisteix en dues pastilles normals (les vistes fins llavors) però amb la diferència que els imams i el sentit de les espires està invertit, i connectades juntes. D'aquesta manera, qualsevol soroll electromagnètic ambiental serà cancel·lat.
Un efecte d'aquesta combinació que quan es connecten en sèrie (la connexió més comuna) la inductància del conjunt augmenta, la qual cosa baixa la freqüència de ressonància del sistema i atenua les altes freqüències. Un altre efecte d'aquesta combinació és que pot augmentar la tensió de sortida, pel que la guany del preamplificador s'ha de veure reduïda, per evitar efectes de distorsió per saturació magnètica.